# Droga ekspresowa A-1 (Hiszpania)
Droga ekspresowa A-1 (hiszp. Autovía A-1), także Autovía del Norte, Droga ekspresowa Północna – droga szybkiego ruchu  w Hiszpanii przebiegająca przez teren wspólnot autonomicznych Madryt, Kastylia i León, Kraj Basków i Nawarra.
Droga łączy Madryt z Burgos, Vitorią i San Sebastián.
Ze względu na swój układ jest jedną z najbardziej ruchliwych dróg komunikacyjnych w kraju, ponieważ jest to jedna z głównych tras północ-południe. Z tego powodu znaczna część ruchu pochodzącego z Europy Zachodniej przechodzi przez tę trasę. Droga na odcinku Burgos-Vitoria oznaczona jest jako autostrada .